# Sacra conversazione degli Ingesuati
La Sacra conversazione degli Ingesuati es un cuadro de Domenico Ghirlandaio, una pintura al temple sobre tabla de 190 × 200 cm, datada en los años 1484-1486, parte de un retablo separado y conservada en el museo de los Uffizi (inventario 1890, n.º 881) de Florencia.

## Historia
Destinada al altar mayor de la iglesia de San Giusto alle Mura, llamada de los Jesuatos, la pintura fue trasladada, después de la destrucción de la iglesia durante el sitio de Florencia de 1529, al convento de San Giovanni della Calza. En 1853 entró en las colecciones de los Uffizi.

## Iconografía
Es una Conversación sagrada, o sea una Virgen con el Niño entronizada, rodeada en este caso de figuras santas celestes, los arcángeles Miguel y Rafael flanqueando a la Virgen con cuatro ángeles al fondo detrás de la tarima, y dos santos terrenos, san Justo de Volterra y san Zenobio, delante arrodillados a ambos lados del trono de la Virgen.
Varias materias detalladamente plasmadas figuran por su intención simbólica en la composición: las perlas de las cornisas, símbolo de pureza, el zafiro en el broche de la Virgen símbolo de pureza y modestia, la esfera de cristal llevada por el Niño Jesús simbolizando su dominio sobre el Mundo, las granadas fertilidad y las naranjas recordando el Paraíso perdido, o los cipreses del bosquecillo del fondo aludiendo al hortus conclusus mariano. La riqueza de la preciosa alfombra oriental sobre la tarima del trono rodea un florero de metal, que porta igualmente flores simbólicas de la Virgen como el lirio (como los que sujetan dos de los ángeles).

## Descripción
El panel principal de la Conversación sagrada muestra una composición en pirámide, cuya cumbre es la Virgen y los extremos laterales, ambos santos obispos. Los ángeles y los arcángeles están ubicados sobre la terraza situada al mismo nivel que el trono. Un baldaquino arquitectónico completado con una columnata a derecha y a izquierda, separa la escena de un jardín, del que se aprecia el follaje, las frutas sobre un fondo de cielo azul degradado de blanco hacia el horizonte.
Mucho rojo (color de la Pasión), marca la composición (túnica de la Virgen, hábitos episcopales, dibujos de la alfombra, calzas de san Miguel, capa de un ángel…). El anaranjado, asimilable al oro, completa el color precedente (en hábitos y frutas). El detallismo en materiales y texturas es de influencia flamenca, alcanzando un extremo virtuosismo en los brillos metálicos de la armadura de Miguel y el florero, la transparencia del orbe de cristal del Niño, o las túnicas sedosas, pesadas casullas y barbas suaves de los santos.
El retablo completo incluía una predela, hoy dispersa entre el Museo Metropolitano de Arte de Nueva York, el Instituto de Artes de Detroit y la Nacional Gallery de Londres, y dos tablas laterales de otros autores.